# Opactwo Malmesbury
Opactwo Malmesbury – dawne katolickie opactwo benedyktyńskie położone w Malmesbury w hrabstwie Wiltshire w Anglii. Był to dom zakonny poświęcony św. Piotrowi i Pawłowi. Był to jeden z nielicznych angielskich domów o nieprzerwanej historii od VII wieku do kasaty klasztorów
Na przestrzeni wieków opactwo było ośrodkiem edukacji i twórczości, wspólnotą modlitwy i pochówków. Po reformacji zostało przekształcone w anglikański kościół parafialny.

## Historia
Pod koniec VII wieku, w okolicach późniejszego opactwa osiedlił się pustelnik Maeldub (późniejszy święty). Założył tam pustelnię, w której uczył miejscowe dzieci. Pod koniec jego życia, pod koniec VII wieku, tereny te zostały podbite przez Sasów. Opactwo Malmesbury zostało założone jako klasztor benedyktynów około 676 roku przez uczonego-poetę Aldhelma, siostrzeńca króla Ine z Wessex i późniejszego świętego. Samo miasto Malmesbury rozrosło się wokół rozwijającego się opactwa.
W 941 roku w opactwie pochowano króla Athelstana. Mniej więcej w tym czasie w opactwie powstała mennica.
Opactwo zyskało znakomitą reputację dzięki nauce akademickiej pod rządami opatów, takich jak Aldhelm, Jan Szkot Eriugena, Alfred z Malmesbury i Aelfric z Eynsham.
Na początku XI wieku opactwo było miejscem wczesnych prób lotu człowieka, dokonanej przez mnicha Eilmera z Malmesbury.
W XII wieku historyk William z Malmesbury był mnichem w opactwie.